# Puig d'en Jofre
El Puig d'en Jofre és una muntanya de 299 metres que es troba al municipi de Sant Feliu de Guíxols, a la comarca catalana del Baix Empordà.